# Bulbophyllum
 Bulbophyllum  es el género de Orquídeas  que tiene asignadas mayor número de especies unas 1800 especies de orquídeas simpodiales de hábito epífitas,  de la subtribu Dendrobiinae de la  familia (Orchidaceae). Se encuentran en las selvas umbrías y húmedas de Asia India, Sur de China, Filipinas y   Papúa Nueva Guinea, pero también se encuentran en el África tropical y en Centroamérica y Suramérica tropicales.

## Hábitat
Se encuentran en las selvas humbrías y húmedas de Asia India, Sur de China, Filipinas y   Papúa Nueva Guinea, así como en el África tropical, y en Centroamérica y Suramérica tropicales.

## Descripción
El género Bulbophyllum es el mayor de la familia Orchidaceae con más de 1800 especies reconocidas. También es uno de los mayores géneros en la totalidad del reino de las plantas, superado en número solamente por  Senecio y Euphorbia.

Este género cubre un increíble gradiente de formas vegetativas, desde plantas con tallos parecidos a cañas, hasta raíces trepadoras que vuelan o se arrastran en su camino de subida por los troncos de los árboles. Otros miembros son epífitas que cuelgan desarrollándose sobre otras plantas, y bastantes otras que han desarrollado un follaje suculento en un menor o mayor grado. Una especie casi ha perdido las hojas y utiliza sus pseudobulbos como órganos de fotosíntesis.

La forma de las flores aunque diversa, tiene un sello estructural básico que sirve para identificar a este género. El mayor centro de diversidad se encuentra en Papúa Nueva Guinea que parece ser el hogar desde donde ha evolucionado, aunque el género se ha dispersado ampliamente, encontrándose en Australia, Sureste de Asia, África y en las zonas tropicales de Centroamérica y en Suramérica.  
- Sección Altisceptrum (Numerosos flecos, sépalos y pétalos alargados, marcas púrpura).

## Taxonomía
El género fue descrito por Louis Marie Aubert Du Petit-Thouars y publicado en Histoire Particulière des Plantes Orchidées Table 3 of the species of orchids. 1822.
Etimología
El nombre del género Bulbophyllum se refiere a la forma de las hojas que es bulbosa. 

Sinonimia
| - Phyllorkis Thouars, Hist. Orchid.: t. 4, f. 2 (1822). - Tribrachia Lindl., Bot. Reg. 10: t. 832 (1824). - Anisopetalum Hook., Exot. Fl. 2: t. 149 (1825). - Cochlea Blume, Bijdr.: 320 (1825). - Cochlia Blume, Bijdr.: 320 (1825). - Diphyes Blume, Bijdr.: 310 (1825). - Ephippium Blume, Bijdr.: 308 (1825). - Epicranthes Blume, Bijdr.: 306 (1825). - Osyricera Blume, Bijdr.: 307 (1825). - Bolbophyllum Spreng., Syst. Veg. 3: 681 (1826), orth. var. - Gersinia Néraud in C.Gaudichaud-Beaupré, Voy. Uranie: 27 (1826). - Megaclinium Lindl., Bot. Reg. 12: t. 989 (1826). - Hippoglossum Breda, Gen. Sp. Orchid. Asclep.: t. 14 (1827). - Odontostylis Breda, Gen. Sp. Orchid. Asclep.: t. 4 (1827), nom. illeg. - Sestochilos Breda, Gen. Sp. Orchid. Asclep.: t. 3 (1827). - Epicrianthus Blume, Fl. Javae: vii (1828). - Odontostylis Blume, Fl. Javae, Praef.: vii (1828), nom. superfl. - Zygoglossum Reinw., Syll. Pl. Nov. 2: 5 (1828). - Cirrhopetalum Lindl., Gen. Sp. Orchid. Pl.: 45 (1830), nom. cons. - Lyraea Lindl., Gen. Sp. Orchid. Pl.: 46 (1830). - Macrolepis A.Rich. in J.S.C.Domont d'Urville, Voy. Astrolabe 2: 25 (1833). - Malachadenia Lindl., Edwards's Bot. Reg. 25(Misc.): 67 (1839). - Oxysepalum Wight, Icon. Pl. Ind. Orient. 5: 17 (1851). - Bolbophyllaria Rchb.f., Bot. Zeitung (Berlín) 10: 934 (1852). - Bolbophyllopsis Rchb.f., Bot. Zeitung (Berlín) 10: 933 (1852). - Didactyle Lindl., Fol. Orchid. 1: 1 (1852). - Xiphizusa Rchb.f., Bot. Zeitung (Berlín) 10: 919 (1852). - Sarcobodium Beer, Prakt. Stud. Orchid.: 306 (1854). - Bulbophyllaria S.Moore in J.G.Baker, Fl. Mauritius: 844 (1877), orth. var. - Henosis Hook.f., Fl. Brit. India 5: 771 (1890). - Adelopetalum Fitzg., J. Bot. 29: 152 (1891). - Pelma Finet, Notul. Syst. (Paris) 1: 112 (1909). - Codonosiphon Schltr., Repert. Spec. Nov. Regni Veg. Beih. 1: 893 (1913). | - Dactylorhynchus Schltr., Repert. Spec. Nov. Regni Veg. Beih. 1: 890 (1913). - Monosepalum Schltr., Repert. Spec. Nov. Regni Veg. Beih. 1: 682 (1913). - Tapeinoglossum Schltr., Repert. Spec. Nov. Regni Veg. Beih. 1: 892 (1913). - Hyalosema Rolfe, Orchid Rev. 27: 130 (1919). - Canacorchis Guillaumin, Bull. Mus. Natl. Hist. Nat., II, 35: 653 (1964). - × Cirrhophyllum auct., Orchid Rev. 73(859) noh: 1 (1965). - Hapalochilus (Schltr.) Senghas, Orchidee (Hamburg) 29: 248 (1978). - Ferruminaria Garay, Hamer & Siegerist, Nordic J. Bot. 14: 635 (1994). - Mastigion Garay, Hamer & Siegerist, Nordic J. Bot. 14: 635 (1994). - Rhytionanthos Garay, Hamer & Siegerist, Nordic J. Bot. 14: 637 (1994). - Synarmosepalum Garay, Hamer & Siegerist, Nordic J. Bot. 14: 639 (1994). - Vesicisepalum (J.J.Sm.) Garay, Hamer & Siegerist, Nordic J. Bot. 14: 641 (1994). - Oncophyllum D.L.Jones & M.A.Clem., Orchadian 13: 420 (2001). - Peltopus (Schltr.) Szlach. & Marg., Polish Bot. J. 46: 114 (2001). - Blepharochilum M.A.Clem. & D.L.Jones, Orchadian 13: 499 (2002). - Carparomorchis M.A.Clem. & D.L.Jones, Orchadian 13: 499 (2002). - Fruticicola (Schltr.) M.A.Clem. & D.L.Jones, Orchadian 13: 499 (2002). - Karorchis D.L.Jones & M.A.Clem., Orchadian 13: 499 (2002). - Papulipetalum (Schltr.) M.A.Clem. & D.L.Jones, Orchadian 13: 500 (2002). - Serpenticaulis M.A.Clem. & D.L.Jones, Orchadian 13: 500 (2002). - Spilorchis D.L.Jones & M.A.Clem., Orchadian 15: 37 (2005). - Hamularia Aver. & Averyanova, Komarovia 4: 18 (2006). - Hordeanthos Szlach., Richardiana 7: 88 (2007). - Lepanthanthe (Schltr.) Szlach., Richardiana 7: 82 (2007). - Trachyrhachis (Schltr.) Szlach., Richardiana 7: 85 (2007). - Tripudianthes (Seidenf.) Szlach. & Kras, Richardiana 7(2): 94 (2007). |

Secciones
Se divide en las siguientes secciones:
| - Adelopetalum Fitz J.J.Verm. 1993 - Alcistachys Schlechter 1924 - Altisceptrum - Anisopetalum Hkr. Lindl. 1846 - Biflorae Garay, Hamer, & Siegrist 1994 - Biseta J.J.Verm 2001 - Brachypus Schlechter 1913 - Brachyostele Schlechter 1912 - Brachystachyae Benth. & Hook.f. 1883 - Bulbophyllaria - Bulbophyllum - Careyana Pfitzer 1888 - Cirrhopetaloides Garay, Hamer & Siegerist 1994 - Cirrhopetalum [Lindl.] Rchb.f 1861 - Codonosiphon Schlechter 1913 - Desmosanthes - Didactyle [Lindley] Cogn. 1902 - Elasmotopus - Ephippium Schlechter 1913 - Epicranthes (Bl.) Hook.f. 1890 - Hirtula Ridley 1907 - Hoplandra Vermeullen 2006 - Hyalosema Schlechter 1911 - Hymenosepalum - Intervallatae Ridley 1897 - Kainochilus Schlechter - Lemeuraea - Leopardinae Bentham 1883 - Lepanthanthe Schlechter 1913 - Lepidorhiza Schlechter 1911 - Lepiophylax - Lichenophylax Schlechter 1924 - Loxosepalum - Lupulina | - Lyperostachys - Lyraea [Lindl.] Moore 1877 - Macrobulbon Schlechter 1912 - Macrocaulia (Bl.) Aver 1994 - Macrostylidia Garay, Hamer & Siegrrist 1994 - Macrouris Schlechter 1913 - Megaclinium Lindley - Micrantha - Minutissima Pfitzer 1888 - Monanthaparva Ridl. 1896 - Monanthes [Bl] Avery. 1994 - Monosepalum - Napellii - Oxysepala [Wight] Rchb.f 1861 - Pachyanthe Schlechter 1913 - Pachychlamys - Pahudia Schltr. 1911 - Pantoblepharon - Pelma [Finet] Schlechter 1913 - Peltopus Schlechter 1913 - Phreatiopsis Verm & O'Byrne 2011 - Pleiophyllus J.J.Sm. 1914 - Ploiarium Schlechter - Polymeres Verm & O'Byrne 2008 - Racemosae Benth & Hkr 1883 - Schistopetalum Schlechter 1913 - Sestochilus (Brada) Benth. - Stachysanthes (Bl.) J.J. Verm. & P. O’Byrne 2008 - Stenochilus J.J. Sm. 1914 - Trichopus Schlechter 1924 - Tripudianthes Seidenfaden - Umbellatae Bentham 1883 - Uncifera Schlechter 1913 - Xiphizusa |